# 亨利·贝克 (博物学家)
亨利·贝克（1698年5月8日—1774年11月25日）是一位英格蘭博物学家，1740年当选伦敦文物学会和英国皇家学会会士，1744年获英国皇家学会颁发的科普利獎章。